# Bodyguard (chanson)
Pour les articles homonymes, voir Bodyguard (homonymie).
Singles de Beyoncé
II Most Wanted
(2024)
Bodyguard est une chanson, de 2025, de l'auteure-compositrice et interprète américaine Beyoncé. Elle a été écrite par la chanteuse avec Elizabeth Lowell Boland, Leven Kali, Ryan Beatty, Shawntoni Ajanae Nichols and Raphael Saadiq,. La chanson est présente sur son huitième album Cowboy Carter. Elle est le quatrième single de l'album et a été nommée pour le Grammy Award de la meilleure prestation pop solo.

## Accueil critique
La chanson a reçu des critiques positives de la part des critiques musicaux à l'occasion de la sortie de l'album, étant considérée comme l'une des meilleures chansons de 2024,,.
Michael Cragg de The Guardian a qualifié le morceau d'« excellent », qui « se déroule comme un classique perdu de Fleetwood Mac, avec des mélodies soft-rock des années 70 ». Chelsey Sanchez de Harper's Bazaar qualifie la chanson d'« hymne à la danse qui illustre son désir de protéger et de prendre soin de son amant ».
Dan Rys, écrivant pour la liste Best Songs of 2024 de Billboard, considère Bodyguard comme « musicalement la chanson la plus simple mais aussi la plus engageante» de l'album, dans laquelle «la voix de Beyoncé commence vraiment à s'élever, élevant la chanson au-delà de ce qu'elle aurait pu être entre les mains de n'importe qui d'autre ».

## Vidéo musicale
Le 5 novembre 2024, Beyonce publie une vidéo pour la chanson, la première performance visuelle complète de la chanteuse pour sa musique depuis la sortie de Black Is King en 2020. La vidéo, alternativement intitulée « Beywatch », rend hommage à l'actrice et mannequin Pamela Anderson, Beyonce étant vêtue de trois costumes portés par Anderson : le premier fait référence au rôle de Anderson dans Baywatch, où elle incarne C. J. Parker,.

## Classements hebdomadaires
| Classement (2024)              | Meilleure place |
| ------------------------------ | --------------- |
| Canada (Canadian Hot 100)      | 40              |
| États-Unis (Billboard Hot 100) | 26              |
| France (SNEP)                  | 81              |
| (Billboard Global 200)         | 19              |
| Royaume-Uni (UK Singles Chart) | 42              |